# Inline-Speedskating-Europameisterschaften 2004
Die Europameisterschaften wurden im niederländischen Heerde (Bahn) und Groningen (Straße) ausgetragen. Die Wettkämpfe fanden vom 1. bis 7. August 2004 statt.

## Frauen
| Distanz              | Gold                                                         | Silber                                                      | Bronze                                                               |
| Bahn                 | Bahn                                                         | Bahn                                                        | Bahn                                                                 |
| -------------------- | ------------------------------------------------------------ | ----------------------------------------------------------- | -------------------------------------------------------------------- |
| 300 m Einzelsprint   | Valentina Belloni                                            | Erika Zanetti                                               | Estelle Flourens                                                     |
| 500 m Sprint         | Estelle Flourens                                             | Valentina Belloni                                           | Simona Di Eugenio                                                    |
| 1000 m Sprint        | Erika Zanetti                                                | Elma de Vries                                               | Giovanna Turchiarelli                                                |
| 5000 m Punkte        | Simona Di Eugenio                                            | Nadine Gloor                                                | Nathalie Barbotin                                                    |
| 15000 m Ausscheidung | Nathalie Barbotin                                            | Simona Di Eugenio                                           | Nadine Gloor                                                         |
| 5000 m Staffel       | Frankreich Nathalie Barbotin Estelle Flourens Angèle Vaudan  | Niederlande Elma de Vries Mariska Huisman Foske van der Wal | Italien Federica Ciavattini Giovanna Turchiarelli Alessandra Susmeli |
| Straße               |                                                              |                                                             |                                                                      |
| 200 m Einzelsprint   | Maria Laura Orru                                             | Tijn Ponjee                                                 | Nicoletta Falcone                                                    |
| 500 m Sprint         | Maria Laura Orru                                             | Cinzia Ponzetti                                             | Estelle Flourens                                                     |
| 10000 m Punkte       | Nathalie Barbotin                                            | Laura Lardani                                               | Hilde Goovaerts                                                      |
| 20000 m Ausscheidung | Angèle Vaudan                                                | Laura Lardani                                               | Cinzia Ponzetti                                                      |
| 10000 m Staffel      | Frankreich Nathalie Barbotin Laetitia Le Bihan Angèle Vaudan | Spanien Marta Sánchez Sandra Gómez Nuria Torres             | Niederlande Tijn Ponjee Elma de Vries Foske van der Wal              |
| Langstrecke          |                                                              |                                                             |                                                                      |
| 42195 m Marathon     | Nathalie Barbotin                                            | Pia Knecht                                                  | Elma de Vries                                                        |

## Männer
| Distanz              | Gold                                                       | Silber                                                       | Bronze                                                 |
| Bahn                 | Bahn                                                       | Bahn                                                         | Bahn                                                   |
| -------------------- | ---------------------------------------------------------- | ------------------------------------------------------------ | ------------------------------------------------------ |
| 300 m Einzelsprint   | Luca Presti                                                | Gregorio Duggento                                            | Leon Flack                                             |
| 500 m Sprint         | Leon Flack                                                 | Luca Presti                                                  | Raphael Pfulg                                          |
| 1000 m Sprint        | Luca Presti                                                | Andrea Zanetti                                               | Alexis Contin                                          |
| 5000 m Punkte        | Matteo Amabili                                             | Alexis Contin                                                | Yann Guyader                                           |
| 15000 m Ausscheidung | Alexis Contin                                              | Alain Gloor                                                  | Garikoitz Lerga                                        |
| 5000 m Staffel       | Frankreich Benjamin Douchin Alexis Contin Mathieu Flourens | Italien Matteo Amabili Giovanni Conte Luca Presti            | Niederlande Michel Mulder Ronald Mulder Sjoerd Huisman |
| Straße               |                                                            |                                                              |                                                        |
| 200 m Einzelsprint   | Luca Saggiorato                                            | Matthias Schwierz                                            | Wouter Hebbrecht                                       |
| 500 m Sprint         | Luca Saggiorato                                            | Wouter Hebbrecht                                             | Matthias Schwierz                                      |
| 10000 m Punkte       | Massimiliano Presti                                        | Arjan Smit                                                   | Baptiste Grandgirard                                   |
| 20000 m Ausscheidung | Francesco Zangarini                                        | Baptiste Grandgirard                                         | Massimiliano Presti                                    |
| 10000 m Staffel      | Italien Luca Saggiorato Fabio Francolini Matteo Amabili    | Frankreich Pascal Briand Baptiste Grandgirard Thomas Boucher | Schweiz Raphael Pfulg Roger Schneider Marc Christen    |
| Langstrecke          |                                                            |                                                              |                                                        |
| 42195 m Marathon     | Luca Saggiorato                                            | Francesco Zangarini                                          | Massimiliano Presti                                    |